# 伊藤敬宏
伊藤 敬宏（いとう たかひろ、1984年4月10日 - ）は、日本の政治家。岐阜県加茂郡坂祝町長（1期）、元坂祝町議会議員（2期）。

## 来歴
坂祝町出身。関市立関商工高等学校卒業。2019年4月16日告示の坂祝町議会議員選挙で無投票で初当選。2023年4月18日告示の坂祝町議会議員選挙で無投票で2回目の当選。議員在職中の2023年5月10日から1年間副議長を務める。
2024年7月9日に町長の柴山佳也が病気療養のため町長を辞任することを表明すると、伊藤は2期途中で町議会議員を辞職し、町長選挙への立候補を表明。2024年8月20日告示、同年年8月25日投票の坂祝町長選挙では、元町議会議員（元議長）の和田雅彦との一騎打ちを制し初当選した。
※当日有権者数：6,304人 最終投票率：55.41%（前回比：pts）
| 候補者名 | 年齢 | 所属党派 | 新旧別 | 得票数  | 得票率 | 推薦・支持 |
| -------- | ---- | -------- | ------ | ------- | ------ | ---------- |
| 伊藤敬宏 | 40   | 無所属   | 新     | 2,307票 | 67.22% |            |
| 和田雅彦 | 64   | 無所属   | 新     | 1,125票 | 32.78% |            |

就任時の年齢が40歳である。2024年9月現在、岐阜県内の市町村長は同じ40歳の美濃加茂市の藤井浩人市長と並んで最年少である。